# Fajã dos Azevinhos
Como algumas fajãs da ilha de São Jorge, esta também não se situa ao nível do mar. Localiza-se a relativa altitude por sobre uma protuberância da falésia de apreciáveis dimensões.
Encontra-se por cima da Fajã Chã, na costa Norte da ilha de São Jorge e pertence ao Concelho da Calheta.
Esta fajã foi sempre desabitada, possivelmente por ser, devido à sua altitude, dada a muito nevoeiro.
Não tendo casas, tem um palheiro dotado de cisterna usado para guardar os utensílios agrícolas.
As suas terras bastante produtivas eram cultivadas com milho, algumas hortaliças e erva da casta que era dada como alimento ao gado.
Actualmente encontra-se transformada em pastagem para o gado que é deslocada para ali de Abril a Maio.